# Onsdagstidningen
Onsdagstidningen var en dagstidning med utgivningsperioden 4 juni 1997 till 1 oktober 2003. Fullständiga titeln var Onsdagstidningen /  i Östbo & Västbo

## Redaktion
Redaktionsorterna var tre, Värnamo, Gislaved och Skillingaryd. Politiska tendensen var obunden. Ansvarig utgivare var Per Bunnstad. Annette Wiik  var redaktör från 3 juli 2002 till 10 september 2003 och ersattes av Lasse Johansson med titeln nyhetschef de två sista numren. Tidningen kom en gång i veckan, onsdagar som titeln anger. Föregående titel för tidningen var Finnveden onsdag, och den efterföljdes av :Finnveden nu

## Tryckning
Förlaget hette Finnvedspress aktiebolag i Värnamo. Tryckeri  var Aktiebolag Smålänningen i Ljungby  Tidningens 24 sidor trycktes i tabloidformat. Upplagan varierade från 3100 exemplar första året till minimum 2600 ex 1998 och 2002. Tidningen har hela tiden tryckts i fyrfärg. Priset för tidningen var 1997 270 kronor och ökade till 295 kronor 2003.